# Cosenza Calcio 1993-1994
Questa voce raccoglie le informazioni riguardanti il Cosenza Calcio nelle competizioni ufficiali della stagione 1993-1994.

## Stagione
Nella stagione 1993-1994 il Cosenza di Fausto Silipo disputa il campionato di Serie B, raccoglie 37 punti ottenendo il tredicesimo posto nella classifica finale. Un Cosenza brillante e volitivo nella prima parte del torneo, subisce la prima sconfitta dopo dieci giornate, e chiude in sesta posizione con 21 punti il girone di andata. Mentre è un Cosenza in affanno e in difficoltà nel girone di ritorno, che ottiene la salvezza grazie al patrimonio acquisito nel girone ascendente. Miglior marcatore di questa stagione cosentina è stato Pietro Maiellaro autore di nove reti, delle quali 2 in Coppa Italia e 7 in campionato. Nella Coppa Italia la squadra rossoblù supera la Spal nel primo turno, poi nel secondo lascia il torneo per mano dell'Atalanta.

## Rosa
| N. |                   | Ruolo | Calciatore         |
| -- | ----------------- | ----- | ------------------ |
|    | Italia (bandiera) | P     | Emiliano Betti     |
|    | Italia (bandiera) | C     | Vladimiro Caramel  |
|    | Italia (bandiera) | D     | Luciano Civero     |
|    | Italia (bandiera) | A     | Giuseppe Compagno  |
|    | Italia (bandiera) | C     | Luca Evangelisti   |
|    | Italia (bandiera) | C     | Francesco Gazzaneo |
|    | Italia (bandiera) | C     | Fabrizio Fabris    |
|    | Italia (bandiera) | C     | Stefano Fiore      |
|    | Italia (bandiera) | C     | Franco Florio      |
|    | Italia (bandiera) | C     | Mario Lemme        |
|    | Italia (bandiera) | C     | Pietro Maiellaro   |

| N. |                   | Ruolo | Calciatore            |
| -- | ----------------- | ----- | --------------------- |
|    | Italia (bandiera) | A     | Luigi Marulla         |
|    | Italia (bandiera) | D     | Vincenzo Matrone      |
|    | Italia (bandiera) | C     | Aldo Monza            |
|    | Italia (bandiera) | D     | Tommaso Napoli        |
|    | Italia (bandiera) | D     | Ugo Napolitano        |
|    | Italia (bandiera) | D     | Giovanni Paschetta    |
|    | Italia (bandiera) | C     | Vincenzo Rubino       |
|    | Italia (bandiera) | D     | Antonio Sconziano     |
|    | Italia (bandiera) | C     | Ferdinando Signorelli |
|    | Italia (bandiera) | D     | Richard Vanigli       |
|    | Italia (bandiera) | P     | Giacomo Zunico        |

## Risultati

### Serie B

#### Girone di andata
| Arbitro: | Treossi (Forlì) |

|  |           |            |
|  | Marcatori | 42’ Fabris |

| Arbitro: | Bonfrisco (Monza) |

|            |           |  |
| Fabris 60’ | Marcatori |  |

| Arbitro: | Fucci (Salerno) |

|               |           |           |
| Maiellaro 54’ | Marcatori | 59’ Luppi |

| Arbitro: | Nepi (Viterbo) |

|                             |           |                                      |
| Francioso 35’ Buonocore 53’ | Marcatori | 80’ Marulla 84’ (aut.) L. Pellegrini |

| Arbitro: | Racalbuto (Gallarate) |

|                        |           |  |
| Maiellaro 4’ Fabris 9’ | Marcatori |  |

| Arbitro: | Luci (Firenze) |

|                |           |           |
| Incocciati 40’ | Marcatori | 79’ Lemme |

| Cosenza 10 ottobre 1993 7ª giornata | Cosenza            | 0 – 0 | Fidelis Andria | Stadio San Vito\| Arbitro: \| Tombolini (Ancona) \| |
| Arbitro:                            | Tombolini (Ancona) |       |                |                                                     |

| Arbitro: | Pairetto (Nichelino) |

|                               |           |                     |
| L. Piovanelli 16’ Inzaghi 32’ | Marcatori | 48’ Monza 66’ Lemme |

| Arbitro: | Lana (Torino) |

|               |           |             |
| Maiellaro 65’ | Marcatori | 11’ Cerbone |

| Arbitro: | Brignoccoli (Ancona) |

|                                   |           |                      |
| Galderisi 47’ (rig.) Montrone 67’ | Marcatori | 88’ (rig.) Maiellaro |

| Acireale 14 novembre 1993 11ª giornata | Acireale           | 0 – 0 | Cosenza | Stadio Tupparello\| Arbitro: \| Rodomonti (Teramo) \| |
| Arbitro:                               | Rodomonti (Teramo) |       |         |                                                       |

| Arbitro: | Dinelli (Lucca) |

|                 |           |  |
| Evangelisti 82’ | Marcatori |  |

| Arbitro: | Franceschini (Bari) |

|                     |           |  |
| Agostini 29’ (rig.) | Marcatori |  |

| Arbitro: | Bettin (Padova) |

|                |           |               |
| Napolitano 40’ | Marcatori | 90’ Valtolina |

| Arbitro: | Rosica (Roma) |

|                       |           |  |
| Rastelli 66’ Paci 77’ | Marcatori |  |

| Arbitro: | Ceccarini (Livorno) |

|             |           |                |
| Caramel 47’ | Marcatori | 50’ L. Amoruso |

| Arbitro: | Braschi (Prato) |

|               |           |                      |
| Bonometti 76’ | Marcatori | 20’ (rig.) Maiellaro |

| Arbitro: | Amendolia (Messina) |

|               |           |  |
| T. Napoli 69’ | Marcatori |  |

| Arbitro: | Cesari (Genova) |

|                     |           |                         |
| Alfieri 45’ Massara | Marcatori | 44’ Sconziano 59’ Lemme |

#### Girone di ritorno
| Arbitro: | Franceschini (Bari) |

|               |           |  |
| Sconziano 44’ | Marcatori |  |

| Arbitro: | Fucci (Salerno) |

|                                                        |           |             |
| De Sensi 10’ Battaglia 75’ (rig.) Sconziano 79’ (aut.) | Marcatori | 67’ Marulla |

| Arbitro: | Pellegrino (Barcellona Pozzo di Gotto) |

|                                        |           |  |
| Effenberg 35’ Flachi 54’ Batistuta 87’ | Marcatori |  |

| Arbitro: | Rosica (Roma) |

|                        |           |  |
| Fabris 18’ Marulla 66’ | Marcatori |  |

| Arbitro: | Bonfrisco (Monza) |

|                                        |           |  |
| Muzzi 50’ Polidori 67’ Cristallini 80’ | Marcatori |  |

| Arbitro: | Borriello (Mantova) |

|  |           |                |
|  | Marcatori | 13’ Zanoncelli |

| Arbitro: | Nepi (Viterbo) |

|             |           |  |
| Ianuale 55’ | Marcatori |  |

| Arbitro: | Dinelli (Lucca) |

|             |           |  |
| Marulla 29’ | Marcatori |  |

| Arbitro: | Tombolini (Ancona) |

|                    |           |  |
| Carruezzo 52’, 66’ | Marcatori |  |

| Arbitro: | Trentalange (Torino) |

|               |           |               |
| Maiellaro 10’ | Marcatori | 36’ Galderisi |

| Cosenza 9 aprile 1994 30ª giornata | Cosenza             | 0 – 0 | Acireale | Stadio San Vito\| Arbitro: \| Borriello (Mantova) \| |
| Arbitro:                           | Borriello (Mantova) |       |          |                                                      |

| Arbitro: | Bazzoli (Merano) |

|                        |           |  |
| Chiesa 5’ Provitali 7’ | Marcatori |  |

| Arbitro: | Arena (Ercolano) |

|               |           |            |
| Maiellaro 81’ | Marcatori | 29’ Caccia |

| Monza 1º maggio 1994 33ª giornata | Monza               | 0 – 0 | Cosenza | Stadio Brianteo\| Arbitro: \| Franceschini (Bari) \| |
| Arbitro:                          | Franceschini (Bari) |       |         |                                                      |

| Arbitro: | Amendolia (Messina) |

|                    |           |                  |
| Baraldi 10’ (aut.) | Marcatori | 34’ (aut.) Monza |

| Bari 15 maggio 1994 35ª giornata | Bari             | 0 – 0 | Cosenza | Stadio San Nicola\| Arbitro: \| Arena (Ercolano) \| |
| Arbitro:                         | Arena (Ercolano) |       |         |                                                     |

| Arbitro: | Collina (Viareggio) |

|                       |           |                |
| Marulla 74’ Fiore 78’ | Marcatori | 90’ Ambrosetti |

| Arbitro: | Nicchi (Arezzo) |

|  |           |             |
|  | Marcatori | 61’ Marulla |

| Arbitro: | Piretto (Nichelino) |

|  |           |                              |
|  | Marcatori | 6’ A. Carnevale 63’ Compagno |

### Coppa Italia

#### Turni preliminari
| Arbitro: | Boggi (Salerno) |

|                 |           |                                   |
| G. Bizzarri 54’ | Marcatori | 63’ (rig.) Maiellaro 115’ Vanigli |

| Arbitro: | Brignoccoli (Ancona) |

|  |           |                      |
|  | Marcatori | 32’ Sauzée 88’ Pavan |

| Arbitro: | Quartuccio (Torre Annunziata) |

|                                        |           |                                           |
| Sauzée 15’ Codispoti 25’ Ganz 32’, 44’ | Marcatori | 40’ (rig.) Maiellaro 58’ (aut.) Codispoti |